# Saints Row (2022)
Saints Row ist ein Open-World-Actionspiel, das von Deep Silver Volition entwickelt und 2022 von Deep Silver veröffentlicht wurde. Es ist der fünfte Teil der Saints-Row-Reihe und ein Reboot der gesamten Serie. Das Computerspiel erschien am 23. August 2022 für PlayStation 4, PlayStation 5, Xbox One, Xbox Series und Microsoft Windows. Es war das letzte Spiel des Entwicklerstudios Volition, das innerhalb eines Jahres nach Release drei herunterladbare Zusatzinhalte entwickelte und anschließend geschlossen wurde.

## Handlung
Saints Row spielt in der fiktiven Stadt Santo Ileso, die im amerikanischen Südwesten angesiedelt ist. Santo Ileso wird derzeit von drei kriminellen Banden kontrolliert: Los Panteros, eine düstere, auf Fahrzeuge und Fitness ausgerichtete Bande; die Idols, eine anarchistische Bande, die sich auf Clubs und das Nachtleben konzentriert; und Marshall Defense Industries, ein internationales privates Militärunternehmen mit Sitz in Santo Ileso, das für die Sicherheit der Stadt sorgt. Die Spielerfigur, „The Boss“, stellt eine neue Bande aus unzufriedenen Mitgliedern dieser Banden zusammen, um ihnen die Macht zu entreißen. Zu diesen neuen Mitgliedern gehören: Neenah, eine Mechanikerin, die früher zu Los Panteros gehörte und als Fahrerin der Bande fungiert; Kevin, ein DJ, der zu den Idols gehörte und sich um die Durchführung ihrer Raubüberfälle kümmert; und Eli, ein Unternehmer, der sich mit Marshall zusammengetan hatte und nun die Aktivitäten der Boss-Gang plant.

## Spielprinzip und Technik
Die Stadt ist in neun Bezirke unterteilt, darunter Rancho Providencio, eine heruntergekommene ländliche Stadt, El Dorado, eine mit Las Vegas vergleichbare Spielkasino-Hochburg, und Monte Vista, ein Vorstadtgebiet. Wie in früheren Saints-Row-Spielen arbeitet der Spieler daran, diese Bezirke zu übernehmen, was bestimmte Vorteile verschafft. Neu in diesem Spiel ist, dass der Spieler leere Grundstücke in gesicherten Bezirken nutzen kann, um illegale Geschäfte mit legitimer Fassade zu gründen, die zur Finanzierung und zum Nutzen der Bande beitragen. Die neue Stadt soll mehr vertikale Bereiche mit Werkzeugen enthalten, die der Spieler nutzen kann, um daraus einen Vorteil zu ziehen. Das Fahr-Gameplay wurde verbessert, um die Verwendung von Fahrzeugen als Waffen neben Gewehren zu fördern.
Das Spiel beinhaltet eine Charaktererstellung für den Spielercharakter, einschließlich der Auswahl des Geschlechts. Es enthält einen kooperativen Mehrspielermodus mit einem zweiten Spieler, wobei jeder Spieler seinen eigenen Boss-Charakter hat und in seinen eigenen Missionen vorankommt, während er dem gastgebenden Spieler hilft.

## Entwicklung
THQ Nordic gab im August 2019 bekannt, dass Volition einen vollständigen Eintrag in die Saints-Row-Serie entwickelt. Die Muttergesellschaft Koch Media erklärte, sie gebe dem Entwickler Zeit und Raum, um das Spiel zu entwickeln, das er für richtig hält. Die Serie hatte in den Jahren vor der Entwicklung des Reboots eine bewegte Geschichte. Das letzte vollständige Spiel der Serie war Saints Row IV (2013) und die eigenständige Erweiterung Saints Row: Gat Out of Hell (2015). Der Ableger der Serie, Agents of Mayhem (2017), verkaufte sich schlecht und führte zu Entlassungen beim Entwickler. Saints Row wurde auf der Gamescom im August 2021 offiziell als Reboot der Reihe angekündigt, was in den sozialen Medien auf geteilte Meinungen stieß, da das „Gefühl“ früherer Serieneinträge nicht beibehalten wurde.
Das Reboot soll sich vom „verrückten“ Ton von Saints Row IV und späteren Spielen der Serie lösen und stattdessen die Balance zwischen Komi und Ernsthaftigkeit von Saints Row: The Third wiederherstellen. Jeremy Bernstein von Volition verglich Saints Row 4 mit Moonraker aus der James-Bond-Filmreihe, das sich so weit von der Realität entfernt hat, dass sie es wieder einholen müssen. Der Entwicklungsleiter des Studios, Jim Boone, fügte hinzu, dass das aktuelle gesellschaftliche Klima dem Ton früherer Saints-Row-Spiele entwachsen sei. Einige der eher anzüglichen Elemente wie der riesige lilafarbene Dildo, der als Waffe benutzt werden konnte, wurden aus diesem Grund herausgenommen. Die Entwickler des Spiels, Volition, haben sich an Actionfilmen orientiert, um zu zeigen, was sie den Spielern bieten wollen. Dazu gehören die gefühlvolle Fahrzeugbewegung von Baby Driver, die brutalen, stilisierten Kämpfe von John Wick und die Extravaganz von Hobbs & Shaw, „diese Art von Saints Row“.
Saints Row sollte ursprünglich am 25. Februar 2022 für die Plattformen PlayStation 4, PlayStation 5, Xbox One, Xbox Series und Windows erscheinen, die Veröffentlichung wurde jedoch im November 2021 auf den 23. August 2022 verschoben. Die PC-Version ist exklusiv auf dem digitalen Marktplatz Epic Games Store erhältlich. Ein Erweiterungspass für die Zeit nach der Veröffentlichung wurde ankündigt und sollte mindestens drei herunterladbare Inhalte enthalten. Ein Vorbesteller-Bonus und die nur digital erhältlichen Sondereditionen enthalten zusätzliche kosmetische Inhalte. Der erste DLC mit dem Titel The Heist and The Hazardous erschien am 9. Mai 2023. Zugleich wurde die Karte für alle Spieler kostenlos um das Stadtviertel „Sunshine Springs“ erweitert. Anfang Juli folgte Doc Ketchum's Murder Circus mit der kostenlosen Kartenerweiterung „New Birmingham Island“. Die dritte und letzte Erweiterung A Song Of Ice And Dust erschien im August 2023 zusammen mit dem Distrikt „Vallejo“.

## Rezeption

### Rezensionen
Laut der Wertungsaggregationsplattform Metacritic erhielt Saints Row gemischte oder durchschnittliche Wertungen. IGN kritisiert den Mangel an neuartigen Gameplay-Ideen, wodurch das Spiel zur repetitiven Neuauflage verkomme. GameStar kommt zu dem Schluss, dass das Spiel weniger abgedreht sei, als die Vorgänger-Titel. Gelobte wurden die Action und die vielen Open-World-Beschäftigungen, kritisiert technische Probleme und die nicht ganz aktuelle Grafik.

„Saints Row ist ein spaßiges Action-Feuerwerk mit gelegentlichen, ärgerlichen Fehlzündungen.“

### Verkaufserfolg und Reaktionen
Lars Wingefors, CEO der Embracer Group, erklärte, dass er zwar davon ausgeht, dass Saints Row profitabel sein wird, dass es aber wahrscheinlich nicht „eine so große Investitionsrendite haben wird, wie wir sie bei vielen anderen Spielen gesehen haben“. Außerdem äußerte er seine Enttäuschung über die „polarisierende“ Aufnahme des Spiels.
Das Spiel hatte Mitte Oktober 2022 eine Million Spieler.
Im November 2022 erklärte die Embracer Group, dass Saints Row „nicht die vollen Erwartungen erfüllt hat und die Fangemeinde teilweise polarisiert hat“, aber finanziell „im Einklang mit den Erwartungen des Managements im Quartal war.“ In der Folge gab das Unternehmen bekannt, dass Volition von Deep Silver an Gearbox Entertainment übertragen wird, und erklärte, dass es „über alle Instrumente, einschließlich eines erfahrenen Managementteams in den USA, verfügt, um den zukünftigen Erfolg von Volition zu sichern“. Nach Release des letzten DLCs im August 2023 wurde Entwicklerstudio Volition nach einer 30-jährigen Firmenhistorie geschlossen.